# District d'Uttara Kannada
L’Uttara Kannada  est un des 30 districts du Karnataka en Inde.

## Histoire
C'était le royaume de Kadamba du IVe au VIe siècle. Partie de l'Empire Marathe en 1750, donné aux britanniques en 1799 après la quatrième guerre de Mysore. Partie de l’État de Bombay en 1947 avant de devenir le Karnataka en 1972.

## Administration

Le district d'Uttara Kannada sur la carte du Karnataka.

Les villes principales sont :
- Ankola,
- Banavasi
- Bhatkal
- Dandeli,
- Gokarna,
- Haliyal,
- Honnavar,
- Joida,
- Karwar,
- Kumta,
- Mundgod,
- Murdeshwar,
- Siddapur,
- Sirsi,
- Yellapur.

## Transports

### Autoroutes
- La NH-17 reliant Edappally (près de Kochi) avec Panvel près de Bombay.
- La NH-206 reliant Honnavar avec Bengaluru.
- La NH-63 reliant Ankola et Hubli.
- Et la NH-17A reliant Dandeli à Vasco.

### Ports
Une base navale, INS Kadamba à Karwar cette ville a aussi des ports de commerce et de pêche ; des ports de pêche à Tadri, Kumta, Honnavar et Bhatkal ; des ports de commerce à Belkeri.

### Aéroports
Des aéroports internationaux à Goa et Mangalore et des aérodromes à Hubli et Belgaum.